# Zharāzhī
Zharāzhī (persiska: ژراژی, ژاراژی, Zhārāzhī) är en ort i Iran.   Den ligger i provinsen Västazarbaijan, i den nordvästra delen av landet, 600 km väster om huvudstaden Teheran. Zharāzhī ligger 1 553 meter över havet och antalet invånare är 642.
Terrängen runt Zharāzhī är bergig åt sydväst, men åt nordost är den kuperad. Runt Zharāzhī är det ganska tätbefolkat, med 129 invånare per kvadratkilometer. Närmaste större samhälle är Nergī, 13,7 km norr om Zharāzhī. Trakten runt Zharāzhī består i huvudsak av gräsmarker.